# Regierung der Palästinensischen Autonomiebehörde vom Juni 2002
Die Regierung der Palästinensischen Autonomiebehörde vom Juni 2002, der Mitglieder von Fatah, der Palästinensischen Demokratischen Union (FIDA) und der Palästinensischen Volkspartei (PPP) angehörten, wurde am 9. Juni 2002 der Öffentlichkeit präsentiert.

## Regierungsbildung
In den Monaten vor der Regierungsbildung hatte sich die Zweite Intifada und die Reaktionen der Israelis drastisch verschärft. Am 3. Dezember 2001 waren israelische Panzer nach Ramallah eingerückt und hatten am 13. Dezember Jassir Arafats Amtssitz, die Muqataa, umstellt. Arafat wurde unter Hausarrest gestellt. Am 4. März beschossen die Israelis die Muqataa mit Raketen und zerstörten einen Teil der Gebäude. Eine Woche später, am 11. März, wurde Arafats Hausarrest wieder aufgehoben.
Als am 5. Juni ein palästinensischer Attentäter mit einer Autobombe 18 Israelis tötete, die meisten von ihnen junge Soldaten, begann Israel mit einer erneuten Vergeltungsaktion. Die Palästinenserbehörde verurteilte den Anschlag und kündigte an, die Aktivisten des Dschihad festnehmen zu wollen. Israel sah das Attentat hingegen als Beweis dafür an, dass die Regierung Arafats ein Terrorregime sei. Am 6. Juni griffen israelische Panzer und Planierraupen erneut die Muqataa an. Ein Leibwächter Arafats wurde getötet, sieben Sicherheitskräfte verletzt und mehrere Gebäude wurden dem Erdboden gleichgemacht. Arafat sprach in einer ersten Reaktion von einer „faschistischen“ Aktion.
Am 15. Mai 2002 hatte Arafat in einer Rede an den Legislativrat, das Parlament der Autonomiegebiete, eine Regierungsumbildung und baldige Neuwahlen zugesagt. Am 9. Juni 2002 teilte Informationsminister Yassir Abed Rabbo mit, die Regierung der PNA werde auf 21 Minister verkleinert. Die neue Regierung nahm in der Nacht zum 13. Juni die Arbeit auf, nachdem eine neuerliche israelische Blockade der Muqataa aufgehoben worden war.

## Zusammensetzung
Die meisten Minister waren bereits in der vorigen Regierung tätig. Neu hinzu stießen Salam Fayyad, der zuvor für den IWF tätig gewesen war, als Finanzminister; Ghassan Khatib als Arbeitsminister; Mitri Abu Aita als Verkehrsminister und Abdel Razzak al-Yahya als Innenminister. Ibrahim Dughme, der zuvor Generaldirektor des Justizministeriums gewesen war, wurde neuer Justizminister.
Innerhalb der Ministerien gab es einige Umgruppierungen: Der Bereich Häftlingsangelegenheiten ging an das Sozialministerium, der Industriebereich an das Wirtschaftsministerium. Das Umweltministerium wurde zum Ministerium für Energie und natürliche Ressourcen, das Bildungsministerium wurde zum Ministerium für Bildung und Erziehung. Aufgelassen wurden das NGO-Ministerium, das „Bethlehem 2000“-Ministerium und das Parlamentarische Ministerium. Weiters wurden keine Minister ohne Portefeuille ernannt.
| Minister              | Portefeuille                             | Partei     |
| --------------------- | ---------------------------------------- | ---------- |
| Jassir Arafat         | Präsident                                | Fatah      |
| Yassir Abed Rabbo     | Kultur & Information                     | FIDA       |
| Salam Fayyad          | Finanzen                                 | Unabhängig |
| Nabil Shaath          | Planung und internationale Kooperationen | Fatah      |
| Maher al-Masri        | Handel und Wirtschaft                    | Fatah      |
| Abdel Razzak al-Yahya | Inneres                                  | Unabhängig |
| Naim Abul Hummus      | Bildung und Erziehung                    | Fatah      |
| Riad Za'noun          | Gesundheit                               | Fatah      |
| Saeb Erekat           | Lokalpolitik                             | Fatah      |
| Ibrahim Dughme        | Justiz                                   | Unabhängig |
| Azzam Al-Ahmad        | Hausbau und öffentliche Bauten           | Fatah      |
| Intissar al-Wazir     | Soziales, Häftlingsangelegenheiten       | Fatah      |
| Rafik al-Natshe       | Landwirtschaft                           | Fatah      |
| Ghassan Khatib        | Arbeit                                   | PPP        |
| Nabil Kassis          | Tourismus                                | Unabhängig |
| Imad Al-Falouji       | Telekommunikation                        | Fatah      |
| Abdel Rahman Hamad    | Energie und natürliche Ressourcen        | FIDA       |
| Mitri Abu Aita        | Transport                                | Unabhängig |
| Jamil Tarifi          | Zivile Angelegenheiten                   | Fatah      |
| Abdel Aziz Shahin     | Supplies                                 |            |
| Ali Al-Qawasmeh       | Jugend & Sport                           | Unabhängig |
| Mohammed Hussein*     | Waqf und Religion                        | Unabhängig |
| Sari Nusseibeh        | Repräsentant der PLO in Jerusalem        |            |

* Erst zu einem späteren Zeitpunkt ernannt.

## Auflösung
Das neue Kabinett geriet schnell in Konflikt mit dem Legislativrat. Die Tatsache, dass es großteils ident mit der vorherigen Regierung war und mehrere Minister umfasste, die vom Parlament der Korruption bezichtigt worden waren, verstand dieses als Provokation. Zudem „trödelte“ Arafat damit, das neue Kabinett dem Plenum zu präsentieren, und wiederholte damit seine bereits in der Vergangenheit gezeigte Ignoranz gegenüber der Institution. Ende August zitierte der Legislativrat nach einer „wütenden Debatte“ Arafat und das neue Komitee zwecks Einholung seiner Zustimmung zu sich.
Arafat ahnte, dass der Legislativrat seinem Kabinett diese Zustimmung verweigern würde, und versuchte, dies zu verhindern. Am 10. September 2002, als die Abstimmung stattfinden sollte, meinten die sich präsentierenden Minister, die Abgeordneten sollen nur über die neuen Mitglieder abstimmen. Die Frage, ob dieses Vorgehen rechtskonform wäre, wurde an das parlamentarische Rechtskomitee weitergegeben. Am 11. September gab Arafat zu Beginn der Sitzung den Termin für versprochene Neuwahlen als 20. Januar 2003 bekannt. Dadurch würde das aktuelle Kabinett zu einer zeitlich begrenzten Interimsregierung werden, was PLC-Mitglieder als Trick zur Ergatterung der Zustimmung auffassten. Nach der Ankündigung präsentierte das Rechtskomitee seine Einschätzung, dass über alle Mitglieder das Kabinetts abgestimmt werden müsste. Zudem läge die Zahl der Minister über der im Grundgesetz festgeschriebenen, weshalb alle Entscheidungen des Kabinetts seit seiner Angelobung im Juni ungültig seien. Nachdem der Bericht angenommen wurde, unterbrach Parlamentspräsident Ahmad Qurai die Sitzung. In der Pause zog Arafat die Notbremse und die gesamte Regierung trat zurück, um eine Einstufung seiner Entscheidungen als illegal zu vermeiden. Im Gegenzug zum Rücktritt der Regierung wurde das Dekret über die Abhaltung von Neuwahlen am 20. Januar 2003 nicht verabschiedet.